# استفان رودا
استفان رودا (انگلیسی: Stéphane Roda؛ زادهٔ ۱۶ ژوئن ۱۹۷۳) بازیکن فوتبال اهل فرانسه است.
از باشگاه‌هایی که در آن بازی کرده‌است می‌توان به باشگاه فوتبال لو آور، باشگاه فوتبال آنژه، باشگاه فوتبال کن، باشگاه فوتبال استراسبورگ، و باشگاه فوتبال متس اشاره کرد.